# Martinz de Aguiar
Antônio Martinz de Aguiar e Silva (Caucaia, 4 de março de 1893 — Fortaleza, 31 de agosto de 1974), foi um escritor e filólogo brasileiro. Ingressou na Academia Cearense de Letras no dia 21 de maio de 1930, por ocasião da sua segunda reorganização, ocupando a cadeira número 19, cujo patrono é o poeta José Albano.
Eleito vice-presidente da instituição, exerceu, por muitos anos, a presidência em virtude do estado de saúde do presidente Antônio Sales. Foi membro do Instituto do Ceará e membro correspondente da Academia de Filologia do Rio de Janeiro.

## Biografia
Filho de José Martinz de Aguiar e Silva e Josefina Lopes de Aguiar. Cursou o Liceu do Ceará demonstrando um grande pendor para línguas (Português, Latim, Francês e Espanhol). Iniciou a vida trabalhando no comércio e, posteriormente, no Jornal Unitário, como repórter, gerente e redator-secretário. Aprofundou-se no estudo das línguas, no que muito o auxiliou o seu irmão, o Dr. José Lopes de Aguiar, tornando-se o maior filólogo cearense.
Dedicou-se ao magistério ensinando nos seguintes estabelecimentos: Ginásio São João, Instituto São Luís, Colégio São José, Escola de Comércio da Fênix Caixeiral, Colégio Militar de Fortaleza e Liceu do Ceará, onde após concurso, foi professor de Português.

## Publicações
Jornalista primoroso, com colaboração efetiva em jornais e revistas abordando temas de sua especialidade. Na juventude foi poeta, ocasião em que adotou o pseudônimo de Hurdício Alvinz.
- Repasse Crítico de Gramática Portuguesa - 1922[5]
- Cirandas Infantis; Notas e Lições de Português - 1932[6]
- Notas de Português de Filinto e Odorico - 1955[7][8]

## Homenagens
- Recebeu o título de Doutor Honoris-Causa da Universidade Federal do Ceará;[9][10]
- Em 1940, foi distinguido pelo Governo Brasileiro com a Medalha de Prata comemorativa do Cinquentenário da Proclamação da República;[2]
- Conquistou, depois de brilhante concurso público, a cátedra de Português do Liceu do Ceará;[2]
- Como reconhecimento aos serviços prestados, foi homenageado pela cidade de Caucaia, colocando o seu nome na Biblioteca Pública Municipal.[11]